# Уосатч (округ)
Округ Уосатч (англ. Wasatch County) располагается в штате Юта, США. Официально образован в 1862 году. По состоянию на 2010 год, численность населения составляла 23 530 человек.

## География
По данным Бюро переписи США, общая площадь округа равняется 3123,543 км², из которых 3043,253 км² суша и 77,7 км² или 2,5 % это водоемы. В округе расположены три парка штата: Джорданелл, Дир-Крик и Уосатч-Маунтин.

## Население
По данным переписи населения 2010 года в округе проживает 23 530 жителей в составе 4 743 домашних хозяйств и 3 870 семей. Плотность населения составляет 7,70 человек на км2. На территории округа насчитывается 9 840 жилых строений, при плотности застройки около 3,20-х строений на км2. Расовый состав населения: белые — 90,40 %, афроамериканцы — 0,30 %, коренные американцы (индейцы) — 0,50 %, азиаты — 0,80 %, гавайцы — 0,10 %, представители других рас — 1,40 %, представители двух или более рас — 0,00 %. Испаноязычные составляли 13,50 % населения независимо от расы.
В составе 43,10 % из общего числа домашних хозяйств проживают дети в возрасте до 18 лет, 68,70 % домашних хозяйств представляют собой супружеские пары проживающие вместе, 7,40 % домашних хозяйств представляют собой одиноких женщин без супруга, 3,80 % домашних хозяйств не имеют отношения к семьям, 15,50 % домашних хозяйств состоят из одного человека, 4,80 % домашних хозяйств состоят из престарелых (65 лет и старше), проживающих в одиночестве. Средний размер домашнего хозяйства составляет 3,18 человека, и средний размер семьи 3,19 человека.
Возрастной состав округа: 36,30 % моложе 18 лет, 5,20 % от 18 до 24, 28,10 % от 25 до 44, 21,90 % от 45 до 64 и 21,90 % от 65 и старше. Средний возраст жителя округа 31.6 лет. На каждые 100 женщин приходится 103,40 мужчин. На каждые 100 женщин старше 18 лет приходится 101,50 мужчин.
Средний доход на домохозяйство в округе составлял 49 612 USD, на семью — 52 102 USD. Среднестатистический заработок мужчины был 37 399 USD против 23 571 USD для женщины. Доход на душу населения составлял 19 869 USD. Около 4,20 % семей и 5,20 % общего населения находились ниже черты бедности, в том числе — 5,60 % молодежи (тех, кому ещё не исполнилось 18 лет) и 4,00 % тех, кому было уже больше 65 лет.